# Zelig TV
Zelig TV è un canale on demand a pagamento su Amazon Prime Video Channels, edito da Zelig Media Company.

## Storia

### Canale televisivo
Dopo aver iniziato le trasmissioni il 25 febbraio 2018 sull'LCN 243 nel mux Dfree, dal 1º novembre 2018 il canale veniva trasmesso sulla LCN 63 nel mux Rete A 1 con il nome di Zelig Sport. Dal 22 maggio 2020 il canale era disponibile nel mux TIMB 2. Il 22 giugno 2020 diventa provvisorio sul mux Rete A 1, chiuso il 1º luglio seguente. Il canale era inoltre ricevibile gratuitamente in parte dell'Europa centro-occidentale, e in Slovenia, Croazia e Albania, attraverso i satelliti Eutelsat posti a 9° Est e 5° Ovest. Il 1º novembre 2020 il canale ha cessato le trasmissioni ed è stato sostituito da Canale 63, emittente televisiva di proprietà del Gruppo Sciscione (Gold TV).
Il canale era trasmesso dagli studi di Viale Monza 140 di Milano, sede del noto locale omonimo. La raccolta pubblicitaria era gestita dalla PRS MediaGroup. L'offerta televisiva variava dagli spettacoli di cabaret ed intrattenimento, alle serie tv, l'intento del canale era quello di diventare una tv semi-generalista includendo nella programmazione anche film e talk show.

### Canale on demand
Il 17 giugno 2021, Zelig TV diventa un Prime Video Channel, ad eccezione che alcuni programmi lasciati trasmessi (come George e Mildred) non vanno più in onda.

## Palinsesto

### Programmi andati in onda
- Adriatica, La Rotta Rossa
- Bar Spot
- Crossfit Highlight
- Fantastico, Credici
- Fun Cool Music Awards
- Frammenti
- Fritness
- George e Mildred (non più in onda)
- Hypefit
- Io Mi Racconto
- Italian Stand Up
- L'arte Di Vivere
- Le scemette
- L'uomo più forte del mondo
- Loop Nuovo Canale
- Love Stories
- Miss Burlesque Italia
- People From Sport
- Poetry Slam
- Radioimmaginaria
- Radio Molla
- Sportacus
- Stars
- Tori Scatenati
- Vediamo Se Abboccano
- Zelig Time[7][8][9][10][11]